# Juan Carlos Valenzuela
Juan Carlos Valenzuela Hernández (Guaymas, 15 maggio 1984) è un ex calciatore messicano, di ruolo difensore.

## Carriera

### Club
Ha sempre giocato nel campionato messicano.

### Nazionale
Con la maglia della nazionale ha vinto la Gold Cup nel 2009.